# Le Mythe de la machine
Le Mythe de la machine est un essai écrit par Lewis Mumford. Un premier volume, Technics and Human Development, a paru en 1967 et le second, The Pentagon of Power, en 1970. Il s'agit d'une grande synthèse des idées de l'auteur sur le développement historique de l'humanité au travers de la technologie.

## Éditions
- tome 1 :

Le Mythe de la machine. Technique et développement humain (The Myth of the Machine. Technics and Human Development) , Harcourt Brace Jovanovich, 1966 ; Traduction française de Léo Dilé, Éditions Fayard, 1973 ; nouvelle traduction d'Annie Gouilleux et Grégory Cingal parue aux Éditions de l'Encyclopédie des nuisances, 2019.
- tome 2 :

Le Mythe de la machine. Le Pentagone de la puissance (The Myth of the Machine. The Pentagon of Power), Harcourt Brace Jovanovich, 1970 ; Traduction française de Léo Dilé, Éditions Fayard, 1974.